# Халапа (муниципалитет Табаско)
Халапа (исп. Jalapa) — муниципалитет в Мексике, в штате Табаско, с административным центром в одноимённом городе. Численность населения, по данным переписи 2020 года, составила 37 749 человек.

## Общие сведения
Название Jalapa с языка науатль можно перевести как: песчаная отмель.
Площадь муниципалитета равна 592,3 км², что составляет 2,4 % от общей площади штата, а наиболее высоко расположенное поселение Бенито-Гонсалес находится на высоте 45 метров.
Он граничит с другими муниципалитетами штата Табаско: на севере с Сентро, на востоке с Макуспаной, на юге с Такотальпой, и на западе с Теапой.

## Учреждение и состав
Муниципалитет был образован 18 декабря 1883 года, по данным 2020 года в его состав входит 64 населённых пункта, самые крупные из которых:
| Код INEGI                  | Населённый пункт                                                                              | Численность населения (2005 год) | Численность населения (2010 год) | Численность населения (2020 год) |
| -------------------------- | --------------------------------------------------------------------------------------------- | -------------------------------- | -------------------------------- | -------------------------------- |
| 009                        | Всего                                                                                         | 33596                            | 36391                            | 37749                            |
| 0001                       | Халапа (исп. Jalapa) 17°43′11″ с. ш. 92°48′44″ з. д. (административный центр)                 | 4650                             | 4999                             | 5001                             |
| 0040                       | Сан-Мигель-Афуэра (исп. San Miguel Afuera) 17°45′51″ с. ш. 92°44′03″ з. д.                    | 1465                             | 1652                             | 2064                             |
| 0026                       | Сан-Хуан-эль-Альто-2 (исп. San Juan el Alto 2da.) 17°49′40″ с. ш. 92°42′55″ з. д.             | 1472                             | 1496                             | 1693                             |
| 0045                       | Акилес-Сердан-1 (исп. Aquiles Serdán 1ra. Sección) 17°49′29″ с. ш. 92°44′21″ з. д.            | 1309                             | 1473                             | 1555                             |
| 0005                       | Бенито-Гонсалес (исп. Benito González) 17°52′17″ с. ш. 92°42′41″ з. д.                        | 1376                             | 1526                             | 1467                             |
| 0030                       | Текилья-1 (Ла-Аурора) (исп. Tequila 1ra. Sección (La Aurora)) 17°52′52″ с. ш. 92°43′15″ з. д. | 1339                             | 1211                             | 1197                             |
| 0010                       | Чичональ-1 (исп. Chichonal 1ra. Sección) 17°46′54″ с. ш. 92°41′12″ з. д.                      | 1051                             | 1166                             | 1174                             |
| 0004                       | Астапа (исп. Astapa) 17°46′55″ с. ш. 92°50′58″ з. д.                                          | 1216                             | 1215                             | 1159                             |
| —                          | Прочие                                                                                        | 19718                            | 21653                            | 22439                            |
| Названия на карте Генштаба |                                                                                               |                                  |                                  |                                  |

## Экономическая деятельность
По статистическим данным 2000 года, работоспособное население занято по секторам экономики в следующих пропорциях:
- сельское хозяйство, животноводство и рыбная ловля — 42,8 %;
- промышленность и строительство — 15,1 %;
- торговля, сферы услуг и туризма — 40,2 %;
- безработные — 1,9 %.

Муниципалитет производит основные сельскохозяйственные культуры — кукурузу, рис, сорго, а также фрукты.
Животноводство также является важной статьёй дохода муниципалитета. Согласно статистическим данным в 1997 году здесь содержалось 57 тыс. голов крупного рогатого скота, 10 439 свиней, 1854 овцы и 5702 лошади, а также 88 670 домашних птиц.
Существуют небольшие фабрики по производству сыров, пасты чили, изделий из кожи. В последнее время очень быстро развивается отрасль по производству пальмового масла.

## Инфраструктура
По статистическим данным 2020 года, инфраструктура развита следующим образом:
- электрификация: 99,1 %;
- водоснабжение: 69,1 %;
- водоотведение: 96,4 %.